# Кирьят-Луза
Кирьят-Луза (ивр. קרית לוזה‎, араб. قرية لوزة‎) — поселение на горе Гризим близ Наблуса, Западный берег реки Иордан, под совместным израильско-палестинским контролем. Полностью населено самаритянами, причём жители поселения составляют примерно половину всей численности этого народа. Здесь расположен музей самаритян.
Рядом расположено израильское поселение Хар-Браха. До 1980-х годов большая часть самаритян жила в Наблусе под горой Гризим, однако в результате вспышки насилия во время первой интифады они решили переселиться и возвести данное поселение. Таким образом, от прежней самаритянской общины в Наблусе осталась лишь заброшенная синагога. В этой местности расквартированы части Армии обороны Израиля.